# ادکش
ادکش (انگلیسی: Adcash) یک پلت فرم تبلیغاتی است که در سال ۲۰۰۷ در تالین ، استونی تأسیس شد.

## تاریخچه
ادکش  در سال 2007 توسط امین سککاچ (خالق) ، کریستف آوینیون و توماس پادوانی تأسیس شد. پادوانی که اصالتاً فرانسوی است برای تأسیس شرکت جدید به استونی آمد. این شرکت بدون بودجه مستقیم شروع به کار کرد و اولین قراردادهای فروش از طریق فروش مستقیم به دست آمد.
شبکه تبلیغاتی ادکش  به عنوان یک شرکت جداگانه به نام Adcash OÜ در سال 2011 منحل شد. این شرکت تابعه گروه وب اینفلوئنس AS است.  در سال 2012، گردش مالی شرکت 11.7 میلیون یورو بود و پس از آن در سال 2013 رشد کرد و درآمد آن تقریباً 25 میلیون یورو بود.  